# Komplexní analýza
Komplexní analýza čili teorie funkcí komplexní proměnné je odvětví matematické analýzy, které se zabývá studiem funkcí komplexní proměnné. Na rozdíl od reálné analýzy, která zkoumá funkce definované na množinách reálných čísel, se tedy komplexní analýza soustředí na funkce, které mají jako definiční obor a obor hodnot podmnožiny komplexních čísel. Komplexní analýza má své počátky v pracích matematiků 18. a 19. století, zejména Leonharda Eulera, Carla Friedricha Gausse, Augustina Louise Cauchyho a Bernharda Riemanna. Její rozvoj byl významně motivován řešením problémů z fyziky a mechaniky. 
Základním pojmem komplexní analýzy je holomorfní funkce, což je komplexní funkce splňující Cauchyho–Riemannovy podmínky. Tyto funkce vykazují mnohem silnější vlastnosti než spojité nebo diferencovatelné funkce v reálné analýze. Mezi další klíčové pojmy patří konformní zobrazení a komplexní integrace spolu s teorií reziduí.

## Historie

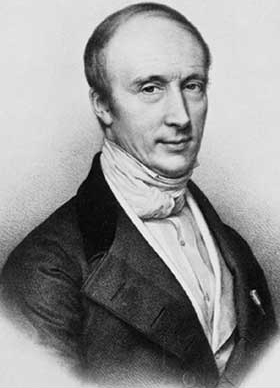
Augustin Louis Cauchy

Historie komplexní analýzy je úzce spjata s vývojem chápání komplexních čísel. První náznaky práce s odmocninami záporných čísel lze nalézt u italských matematiků 16. století, jako byli Gerolamo Cardano, Rafael Bombelli a Niccolò Fontana Tartaglia. Motivací bylo řešení kubických rovnic. Název imaginární čísla zavedl René Descartes v 17. století, protože je považoval za pouhý matematický konstrukt bez skutečného významu. Geometrická interpretace komplexních čísel jako bodů v rovině byla formulována Casparem Wesselem a Jeanem-Robertem Argandem na přelomu 18. a 19. století.
První systematické studium komplexních funkcí započalo v 18. století v pracích Leonharda Eulera, který objevil fundamentální vztah {\displaystyle e^{i\pi }+1=0}, a Jeana le Rond d'Alemberta, který zkoumal komplexní řešení diferenciálních rovnic. Zásadní přelom nastal v první polovině 19. století, kdy Augustin Louis Cauchy formuloval Cauchyovu–Goursatovu větu a Cauchyův integrální vzorec, které tvoří základ moderní komplexní analýzy. Bernhard Riemann přispěl teorií Riemannových ploch a konceptem analytického pokračování.
V druhé polovině 19. století Karl Weierstrass rozvinul rigorózní teorii založenou na mocninných řadách, zatímco Henri Poincaré a Felix Klein zkoumali souvislosti mezi komplexní analýzou, diferenciálními rovnicemi a topologií.
Ve 20. století došlo k prohloubení vztahů s ostatními oblastmi matematiky, zejména s algebraickou geometrií, teorií čísel a teorií reprezentací. Významné aplikace byly také nalezeny v teorii dynamických systémů, zejména v souvislosti s Mandelbrotovou množinou a fraktály, které zkoumal Benoît Mandelbrot v 70. letech 20. století.

## Základní pojmy

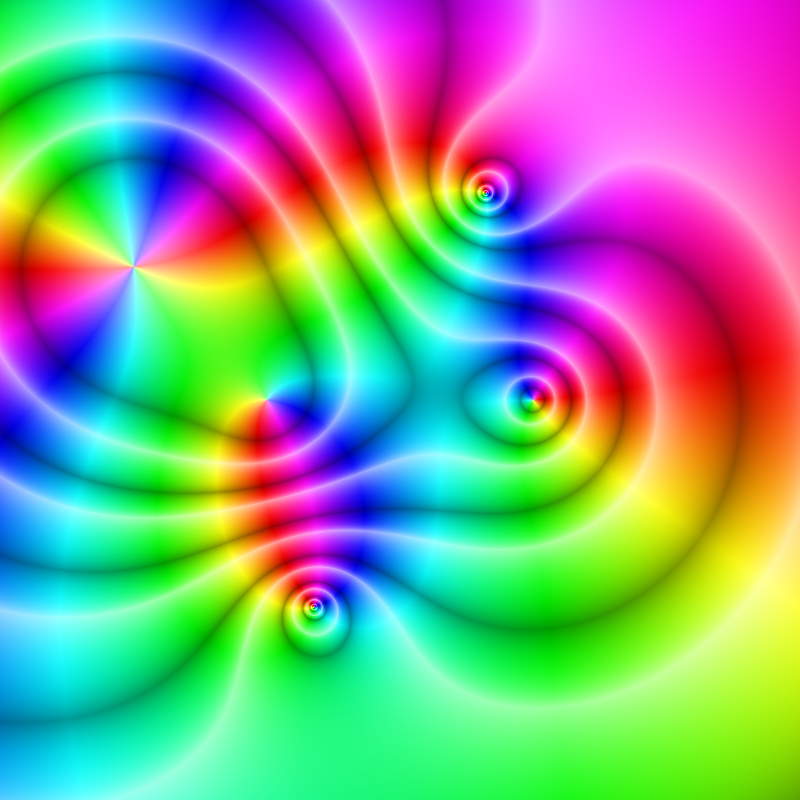
Graf funkce
f(x) = (x^{2} − 1)(x − 2 − i)^{2} / (x^{2} + 2 + 2i). Barva reprezentuje argument, a jas reprezentuje absolutní hodnotu (modul).

Komplexní analýza stojí na pojmu komplexní číslo, které se obvykle zapisuje {\displaystyle z=a+bi}, kde {\displaystyle a} je reálná a {\displaystyle b} imaginární část, přičemž {\displaystyle i^{2}=-1}.  Algebraicky se tedy jedná o uspořádanou dvojici reálných čísel {\displaystyle (a,b)}; geometricky můžeme komplexní číslo chápat jako bod v tzv. Gaussově rovině, tedy kartézské rovině, jejíž vodorovná osa znamená reálnou část a svislá osa imaginární část. Přemostěním mezi algebrou a geometrií je absolutní hodnota čili modul {\displaystyle |z|={\sqrt {a^{2}+b^{2}}}} (vzdálenost bodu od počátku) a argument {\displaystyle \varphi =\arg z} (úhel od kladné reálné osy). S jejich pomocí lze psát každé nenulové {\displaystyle z} v tzv. exponenciálním (polárním) tvaru {\displaystyle z=re^{i\varphi }=r(\cos \varphi +i\sin \varphi )}, kde {\displaystyle r=|z|}.  Tato kompaktní formulace také zjednodušuje počítání mocnin díky Moivreově větě
{\displaystyle (\cos \varphi +i\sin \varphi )^{n}=\cos(n\varphi )+i\sin(n\varphi )},
která propojuje trigonometrické funkce s aritmetikou komplexních čísel.
Základním pojmem komplexní analýzy jsou komplexní funkce komplexní proměnné {\displaystyle f:D\subset \mathbb {C} \to \mathbb {C} }.  Každou takovou funkci lze rozepsat do reálné a imaginární části
{\displaystyle f(z)=u(x,y)+iv(x,y)} při {\displaystyle z=x+iy}.
Podobně jako v reálné analýze definujeme limitu {\displaystyle \displaystyle \lim _{z\to z_{0}}f(z)=L} a poté i spojitost funkce v bodě {\displaystyle z_{0}} podmínkou {\displaystyle \lim _{z\to z_{0}}f(z)=f(z_{0})}. Spojitost a limitní procesy v rovině {\displaystyle \mathbb {C} } však kladou na funkci v daném bodě silnější požadavky, než jejich reálné protějšky. Předpokládají, že cesta, po níž se bod {\displaystyle z} blíží k {\displaystyle z_{0}}, může být libovolně zakřivená a z libovolného směru, a přesto musí vést ke stejnému limitnímu výsledku, zatímco v reálné analýze jsou v zásadě možné pouze dva způsoby přibližování se k limitnímu bodu, a to zleva a zprava.

## Derivace
Funkci komplexní proměnné {\displaystyle f:D\subset \mathbb {C} \to \mathbb {C} } nazveme holomorfní (též regulární), jestliže v každém bodě své definiční oblasti má komplexní derivaci
{\displaystyle f'(z_{0})\;=\;\lim _{z\to z_{0}}{\frac {f(z)-f(z_{0})}{z-z_{0}}}}.
Tento limitní výraz vyžaduje, aby se stejná hodnota derivace objevila při přibližování z libovolného směru v rovině, což je podstatně silnější kritérium než v reálné analýze. Pro funkci rozepsanou do reálné a imaginární části {\displaystyle f(z)=u(x,y)+i\,v(x,y),} kde {\displaystyle z=x+iy}, předpokládá existence komplexní derivace splnění tzv. Cauchyho–Riemannových podmínek
{\displaystyle {\frac {\partial u}{\partial x}}={\frac {\partial v}{\partial y}},\qquad {\frac {\partial u}{\partial y}}=-\,{\frac {\partial v}{\partial x}},}
jež propojují parciální derivace obou složek. Geometricky to znamená, že zobrazení zachovává úhly a lokálně se chová jako stejnolehlá rotace – což vysvětluje důležitou roli holomorfních zobrazení v konformní geometrii. Reálné funkce {\displaystyle u,v} se také označují jako sdružené harmonické funkce a vyhovují Laplaceově rovnici, což má uplatnění ve fyzice (např. v teorii potenciálů). Cauchyho–Riemannovy podmínky plní a k holomorfním funkcím tak patří například polynomy, exponenciální funkce, sinus a kosinus, pokud tyto funkce přirozeným způsobem rozšíříme do komplexního oboru. Naopak nikde komplexní derivaci nemají například absolutní hodnota či komplexní sdružení, třebaže reálná i komplexní složka obou těchto funkcí je diferencovatelná v reálném oboru (kromě bodu nula v případě absolutní hodnoty); neplní však Cauchyho–Riemannovy podmínky.
Holomorfní funkce jsou současně i analytické, tedy rozvinutelné do mocninné řady
{\displaystyle f(z)=\sum _{n=0}^{\infty }a_{n}(z-z_{0})^{n}}
v nějakém okolí bodu {\displaystyle z_{0}}. Na rozdíl od reálné analýzy zde platí úplná ekvivalence: holomorfnost, splnění Cauchyho–Riemannových rovnic a existence mocninného rozvoje jsou ekvivalentní podmínky. To dovoluje z lokálního chování funkce vyvozovat její globální vlastnosti a případně ji rozšířit mimo původní definiční obor pomocí analytického pokračování podél jakékoli cesty vyhýbající se singularitám.
Zmíněné mocninné řady mají poloměr konvergence {\displaystyle R}, daný koeficienty {\displaystyle a_{n}} (lze ho spočítat pomocí Cauchyho–Hadamardovy věty {\displaystyle {\tfrac {1}{R}}=\limsup _{n\to \infty }{\sqrt[{n}]{|a_{n}|}}}). Uvnitř kruhu {\displaystyle |z-z_{0}|<R} konvergují absolutně a uniformně na kompaktních podmnožinách a je s nimi možné provádět různé operace. Mocninnou řadu lze zejména libovolněkrát derivovat
{\displaystyle f^{(k)}(z)=\sum _{n=k}^{\infty }a_{n}\,{\frac {n!}{(n-k)!}}\,(z-z_{0})^{\,n-k}}
(a integrovat), aniž by se zúžil poloměr konvergence. Tyto vlastnosti činí mocninné řady základním nástrojem pro studium chování funkcí poblíž regulárních bodů i pro klasifikaci izolovaných singularit (odstranitelných singularit, pólů a esenciálních singularit), které se projeví v rozvoji do Laurentovy řady.

## Integrace
Centrálním tématem komplexní analýzy je integrace funkcí komplexní proměnné podél křivek v Gaussově rovině. Ta v jistém smyslu odpovídá určitým integrálům v reálném oboru; tam však mezi dvěma různými body (integračními mezemi) vede jen jediná cesta po reálné ose, zatímco v komplexní rovině mezi nimi lze přejít po nekonečně mnoha různých křivkách. 
Nechť je {\displaystyle \gamma :[a,b]\rightarrow \mathbb {C} } regulární (dostačující je spojitě po částech diferencovatelná) křivka a {\displaystyle f} spojitá funkce. Křivkový integrál definujeme jako
{\displaystyle \int _{\gamma }f(z)\,\mathrm {d} z\;=\;\int _{a}^{b}f\!{\bigl (}\gamma (t){\bigr )}\,\gamma '(t)\,\mathrm {d} t,}
přičemž výraz {\displaystyle \gamma '(t)\,\mathrm {d} t} představuje element komplexní délky v daném směru. V komplexní analýze jsou zvlášť důležité uzavřené křivky, tedy takové, které začínají a končí ve stejném bodě. Pokud je {\displaystyle f} holomorfní na oblasti obsahující uzavřenou křivku a její vnitřek, platí jeden z klíčových výsledků oboru, Cauchyova–Goursatova věta. Ta říká, že pro každou uzavřenou křivku {\displaystyle \gamma } ležící v jednoduše souvislé oblasti {\displaystyle D} je křivkový integrál holomorfní funkce {\displaystyle f} na této oblasti nulový:
{\displaystyle \int _{\gamma }f(z)\,\mathrm {d} z\;=\;0.}
Tato věta má dalekosáhlé důsledky: kromě nezávislosti integrálu na cestě spojující dva body dokazuje i existenci primitivní funkce a ukazuje propojení lokálního a globálního chování funkce, jaké v reálné analýze neexistuje. Důsledkem je mimo jiné Cauchyův integrální vzorec
{\displaystyle f(z_{0})\;=\;{\frac {1}{2\pi i}}\,\int _{\gamma }{\frac {f(z)}{z-z_{0}}}\,\mathrm {d} z,}
kde {\displaystyle \gamma } je kladně orientovaná jednoduchá uzavřená křivka a {\displaystyle z_{0}} je libovolný bod ležící uvnitř křivky. Vzorec umožňuje získat hodnoty holomorfní funkce (i všech jejích derivací) uvnitř oblasti pouze z chování funkce na hranici oblasti. Bezprostředně z něho plyne například odhad Cauchyho nerovnosti pro koeficienty mocninných řad, Liouvilleova věta o omezených holomorfních funkcích i klasická základní věta algebry.
V okolí izolovaných singularit, tedy bodů, kde holomorfnost neplatí, se používá Laurentova řada
{\displaystyle f(z)=\sum _{n=-\infty }^{\infty }a_{n}\,(z-z_{0})^{\,n}},
jež doplňuje mocninné řady o negativní exponenty a umožňuje analyzovat povahu izolovaných singularit. Pokud jsou všechny záporné koeficienty nulové, je singularita odstranitelná; konečný počet záporných členů značí pól a nekonečný počet podstatnou (esenciální) singularitu. Nejvýznamnější koeficient {\displaystyle a_{-1}} se nazývá reziduum a stojí v centru teorie reziduí. Jeho význam ukazuje reziduová věta:
{\displaystyle \int _{\gamma }f(z)\,\mathrm {d} z\;=\;2\pi i\sum _{k}\operatorname {Res} {\bigl (}f,z_{k}{\bigr )},}
kde se sčítá přes všechny izolované singularity {\displaystyle z_{k}} funkce {\displaystyle f} uvnitř křivky {\displaystyle \gamma }. Tato věta mimo jiné dovoluje převádět některé obtížné reálné integrály na výpočet reziduí komplexních funkcí –⁠ známé aplikace zahrnují výpočet integrálů typu
{\displaystyle \int _{-\infty }^{\infty }{\frac {\cos x}{x^{2}+1}}\,\mathrm {d} x\;=\;\pi e^{-1},\qquad \int _{0}^{\infty }{\frac {\sin x}{x}}\,\mathrm {d} x\;=\;{\frac {\pi }{2}},}
nebo součty nekonečných řad pomocí Abelova–Planova vzorce. Rezidua se dále uplatňují ve Fourierově analýze a spektrální teorii při řešení parciálních diferenciálních rovnic.

## Konformní zobrazení a harmonické funkce
Konformní zobrazení je zobrazení {\displaystyle f:D\subset \mathbb {C} \to \mathbb {C} }, které v každém bodě zachovává orientované úhly a malá měřítka. Lokálně se tedy chová jako rotace spojená s roztažením. Ve dvourozměrném případě to znamená, že {\displaystyle f} je holomorfní a její derivace {\displaystyle f'(z)} není nikde na {\displaystyle D} nulová. Konformní zobrazení převádějí hladké křivky na hladké křivky a zachovávají orientaci a úhly. To vysvětluje jejich význam například v kartografii či v popisu potenciálových polí.
Zvláštní postavení mají Möbiovy transformace
{\displaystyle w\;=\;f(z)={\frac {az+b}{cz+d}},\qquad ad-bc\neq 0,}
jež tvoří projektivní grupu {\displaystyle \operatorname {PSL} (2,\mathbb {C} )}. Každá taková transformace je konformní na rozšířené komplexní rovině {\displaystyle {\widehat {\mathbb {C} }}=\mathbb {C} \cup \{\infty \}}, permutuje {\displaystyle \infty } s pólem {\displaystyle -d/c} a jako složení tří elementárních kroků (otočení-dilatace, translace, inverze) poskytuje účinné nástroje pro studium geometrických obrazců. Ve fyzice Möbiovy transformace umožňují řešit dvourozměrné problémy potenciálového proudění nebo elektrostatiky – např. převést složitý tvar oblasti na jednodušší kruh.
Dále se pomocí komplexní analýzy studují harmonické funkce – reálné funkce {\displaystyle u:D\to \mathbb {R} } splňující Laplaceovu rovnici
{\displaystyle \Delta u\;=\;{\frac {\partial ^{2}u}{\partial x^{2}}}+{\frac {\partial ^{2}u}{\partial y^{2}}}\;=\;0.}
Každá holomorfní funkce {\displaystyle f=u+iv} má reálnou i imaginární část harmonickou (a naopak lokálně platí, že k libovolné harmonické funkci {\displaystyle u} existuje harmonická „konjugovaná“ funkce {\displaystyle v} tak, že {\displaystyle u+iv} je holomorfní). Tato dualita dovoluje převádět otázky o konformních zobrazeních na problémy teorie potenciálu a obráceně.
Typickým úkolem fyziky i čisté matematiky je Dirichletův problém – nalézt harmonickou funkci s danými okrajovými hodnotami na hranici oblasti. V případě jednotkového kruhu {\displaystyle \mathbb {D} =\{z:|z|<1\}} dává explicitní řešení Poissonův integrál
{\displaystyle u{\bigl (}re^{i\theta }{\bigr )}\;=\;{\frac {1}{2\pi }}\int _{0}^{2\pi }{\frac {1-r^{2}}{1-2r\cos(\theta -\varphi )+r^{2}}}\,f{\bigl (}e^{i\varphi }{\bigr )}\,\mathrm {d} \varphi ,\qquad 0\leq r<1,}
kde {\displaystyle f(e^{i\varphi })} je předepsaná hraniční funkce.  Tento integrál nejen dokazuje existenci a jednoznačnost harmonického řešení na kruhu, ale ve spojení s konformními zobrazeními rozšiřuje výsledek i na obecné jednoduše souvislé oblasti: stačí vhodně zvolené konformní zobrazení tohoto kruhu na žádaný tvar.
Konformní zobrazení tak uzavírají kruh mezi geometrií, komplexní analýzou a matematickou fyzikou: umožňují přetvářet složité oblasti na jednoduché, kde lze harmonické funkce (a tedy potenciály, proudové čáry či teplotní pole) popsat explicitně, a díky tomu řešit inženýrské a fyzikální problémy v oblasti reálných čísel.

## Další témata

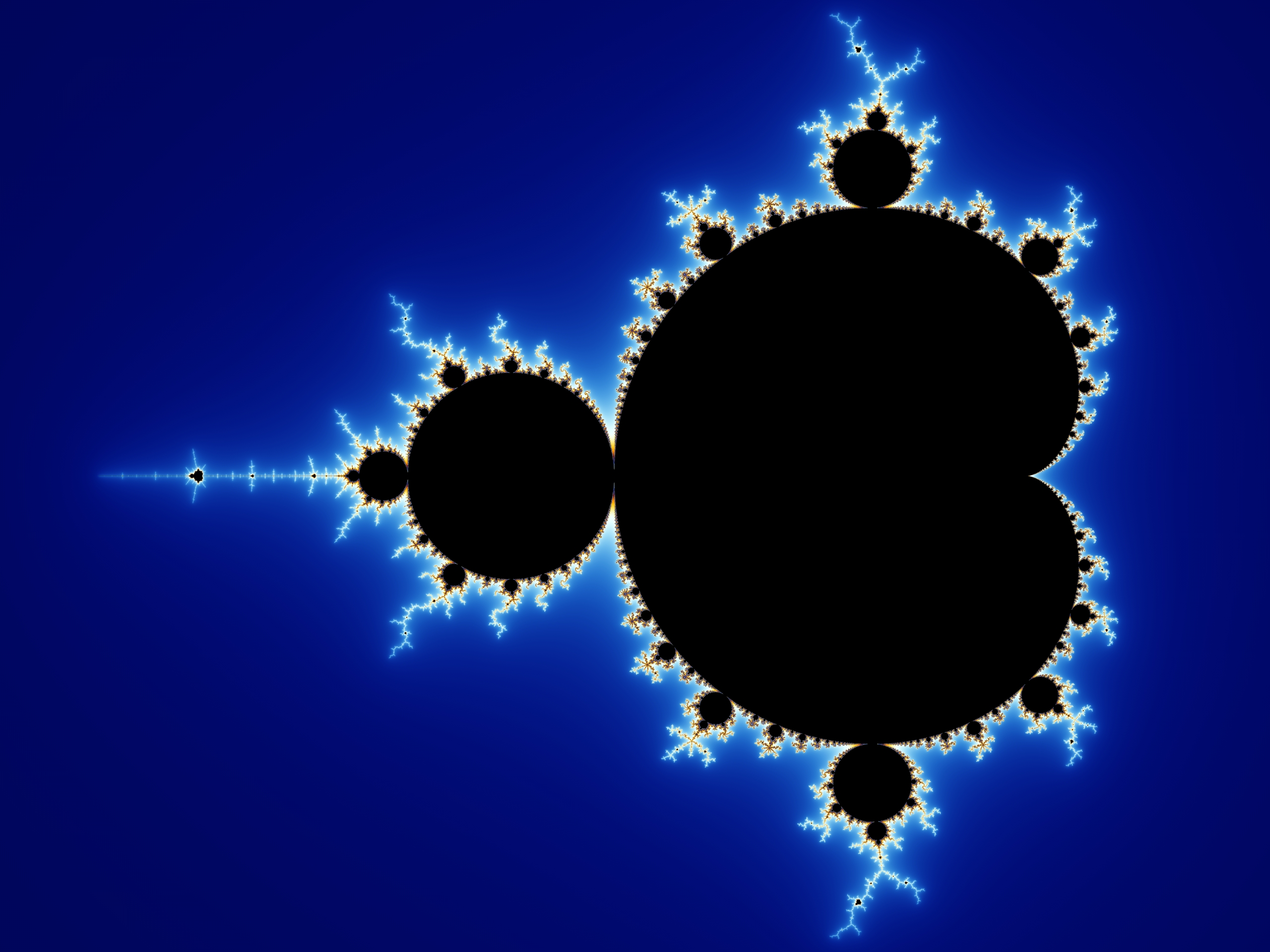
Fraktální Mandelbrotova množina

Složitější vícehodnotové funkce (např. {\displaystyle {\sqrt {z}}} nebo {\displaystyle \log z}) motivovaly zavedení Riemannovy plochy, což je komplexní varieta, na níž se tyto funkce stávají lokálně jednoparametrickými a holomorfními. Konstruováním vhodných větví plochy a jejich slepením podél řezů, v nichž se funkce rozdvojuje, vznikne plocha, na níž funkce nabývá vždy jedné hodnoty. Je to například dvoulistá plocha pro odmocninu či nekonečnělistá spirála pro logaritmus. Riemannovy plochy navíc vykazují určitý topologický invariant, rod {\displaystyle g}, který měří počet „děr“ povrchu a je úzce spjat s prostorem holomorfních diferenciálů na ploše.
Třída meromorfních funkcí rozšiřuje holomorfní funkce povolením izolovaných pólů: každá meromorfní funkce na oblasti {\displaystyle D} může být lokálně vyjádřena jako podíl dvou holomorfních funkcí, popř. globálně jako racionální funkce na vhodné Riemannově ploše. Na rozšířené komplexní rovině {\displaystyle {\widehat {\mathbb {C} }}} (Riemannově sféře) jsou meromorfní právě racionální lomené funkce, jejichž množina zde je uzavřená vůči dělení a kompozici; tím se stávají přirozeným východiskem teorie reziduí a studia i komplexní dynamiky.
Komplexní analýza se věnuje i globálnímu chování funkcí a jejich iteracim. Iterace funkce je posloupnost {\displaystyle z_{n+1}=f(z_{n})}, a body lze klasifikovat podle toho, jak se chová jejich trajektorie během kroků iterace. Některé vykazují chaotické chování, takže i malá perturbace drasticky změní chování takového bodu při iteraci, a ty tvoří Juliovu množinu dané komplexní funkce. Naopak Fatouova množina obsahuje takové body, které se chovají během iterací pravidelně. Hranici obou množin často tvoří fraktál, například známá Mandelbrotova množina, vykazující sebepodobnost na všech měřítcích a fascinující jak z estetického, tak matematického hlediska.
Významným zobecňujícím výsledkem je věta o uniformizaci, formulovaná Poincarém a Koebem, jež praví, že každá jednoduše souvislá Riemannova plocha je konformně ekvivalentní jednomu ze tří modelových prostorů: jednotkovému kruhu {\displaystyle \mathbb {D} }, celé rovině {\displaystyle \mathbb {C} } či Riemannově sféře {\displaystyle {\widehat {\mathbb {C} }}}. Tím se globální geometrie plochy redukuje na studium vhodné fuchsovské nebo kleinovské grupy automorfismů, a výsledky komplexní analýzy se tak propojují s hyperbolickou geometrií, teorií modulárních křivek i s moderní matematickou fyzikou (např. s konformní topologickou kvantovou teorií pole).
Společně tyto a další výsledky rozšiřují rámec komplexní analýzy od lokálních vlastností funkcí ke globální topologii povrchů a k dynamice iterací, čímž otevírají cestu k modernímu výzkumu fraktálů, aritmetické dynamiky a geometrické teorie funkcí.

## Využití
Síla komplexní analýzy spočívá v tom, že díky požadavku holomorfnosti mají diferencovatelné funkce komplexní proměnné mnohem silnější vlastnosti než diferencovatelné funkce reálné proměnné, což vede k elegantním a hlubokým výsledkům.
Komplexní analýza má především mimořádný význam v rámci samotné matematiky. Například v teorii čísel poskytuje nástroje pro studium prvočísel a Riemannovy hypotézy. Dále umožňuje řešit některé diferenciální rovnice pomocí konformního zobrazení, pomáhá studovat spektrální vlastnosti operátorů ve funkcionální analýze a v topologii se používá při klasifikaci ploch a invariant. V teorii dynamických systémů umožňuje studium iterovaných funkcí, což vede k zajímavým fraktálním objektům, jako je Mandelbrotova množina.
Ve fyzice nachází komplexní analýza uplatnění při řešení problémů elektrostatiky a magnetostatiky, hydrodynamiky a proudění tekutin, termodynamiky a přenosu tepla i kvantové mechaniky a kvantové teorie pole. V inženýrství se používá při zpracování signálů a Fourierově analýze, návrhu elektrických obvodů a antén, teorii řízení a stabilitě systémů anebo modelování proudění kolem křídel a profilů.

### Řešení diferenciálních rovnic
Transformační techniky založené na komplexních funkcích, jako je Laplaceova a Fourierova transformace, převádějí lineární diferenciální rovnice na algebraické rovnice. Cauchyho integrální vzorec navíc umožňuje vypočítat integrály vznikající při inverzi, zatímco rezida pomáhají při konstrukci Greenových funkcí. V parciálních diferenciálních rovnicích typu Laplaceova rovnice nebo rovnice vedení tepla hraje klíčovou roli reprezentace řešení pomocí Poissonova integrálu; konformní zobrazení pak převádějí komplikované okrajové podmínky na jednotkový disk, kde je analytický tvar řešení znám.

### Hydrodynamika a elektrostatika
V 2D potenciálovém proudění a elektrostatice splňuje potenciál i proudová funkce Laplaceovu rovnici a tvoří harmonickou konjugovanou dvojici reálné a imaginární části holomorfní funkce {\displaystyle w=f(z)}.  Konformní zobrazení – zejména Möbiova a Žukovského transformace – převádějí proudění kolem složitých profilů (např. aerodynamické křídlo) na proudění kolem kruhu, kde je rychlostní pole určeno elementárními funkcemi.  Podobně řeší elektrostatika problémy proudových a potenciálových čar kolem vodičů libovolného tvaru pouhou změnou proměnné. Výsledky jsou nejen teoreticky přesné, ale fungují i jako základ numerických metod, v nichž se konformní zobrazení používají k „vyhlazení“ okrajových singularit.

### Teorie čísel
Význam komplexní analýzy v teorii čísel se ukázal, když Riemann rozšířil zeta-funkci {\displaystyle \zeta (s)} analytickým pokračováním na celou komplexní rovinu s výjimkou jednoduchého pólu v {\displaystyle s=1}. To pak vedlo k explicitním vzorcům spojujícím rozložení prvočísel s polohou nul {\displaystyle \zeta (s)}, což je jádrem Riemannovy hypotézy i asymptotického vzorce pro rozložení prvočísel. Komplexní integrace navíc poskytuje nástroje pro studium Dirichletových L-funkcí a modulárních forem, z čehož vycházejí moderní výsledky typu důkazu velké Fermatovy věty či Langlandsova programu.